# Classe operaia (rivista)
Classe operaia fu una rivista storica della sinistra operaista nata nel gennaio 1964 da una scissione da Quaderni Rossi. 
Nel 2008 la rivista è stata ristampata integralmente in CD e allegata al volume di Giuseppe Trotta e Fabio Milana, L'operaismo degli anni Sessanta. Da «Quaderni rossi» a «classe operaia». 

## Titoli dei numeri diClasse operaia

### Anno I
- 1 Lenin in Inghilterra (gennaio 1964)
  - Redattori:
    - Romano Alquati
    - Massimo Cacciari
    - Gaspare De Caro
    - Paola Donati
    - Luciano Ferrari Bravo
    - Pierluigi Gasparotto
    - Claudio Greppi
    - Mario Isnenghi
    - Mario Mariotti
    - Manfredo Massironi
    - Toni Negri
    - Mario Tronti
- 2 Lotta in Europa (febbraio 1964)
  - Redattori:
    - Alberto Asor Rosa
    - Monica Brunatto
    - Ken Coates
    - Paolo Cristofolini
    - Riccardo D'Este
    - Gianfranco Faina
    - Mauro Gobbini
    - Claudio Greppi
    - Silvio Lanaro
    - Mario Mariotti
    - Paola Negri
    - Massimo Paci
    - Luciano Romagnani
    - Heinz Salomon
    - Sergio Trieste
    - Mario Tronti
- 3 Operai senza alleati (marzo 1964)
  - Redattori:
    - Anna Chicco
    - Rita Di Leo
    - Paola Donati
    - Gianfranco Faina
    - Romolo Gobbi
    - Claudio Greppi
    - Enzo Grillo
    - Franco Loich
    - Mario Mariotti
    - Manfredo Massironi
    - Toni Negri
    - Guido Nerini
    - Luciano Romagnani
    - Adriano Sofri
    - Mario Tronti
    - Gildo Zanchi
- 4/5 Vecchia tattica per una nuova strategia  (maggio 1964)
- 6 Intervento politico nelle lotte (giugno 1964)
- 7 Contro il padrone di stato (luglio 1964)
- 8/9 1905 in Italia (settembre 1964)
- 10/12 Classe e partito (dicembre 1964)

### Anno II
- 1 La risposta operaia c'è (febbraio 1965)
- 2 Contro la lotta articolata (aprile 1965)
- 3 O partito unico o partito in fabbrica (maggio 1965)
- 4/5 Una sola unificazione tra classe e partito (ottobre 1965)